# Щигры (Саратовская область)
Щигры — село в Ивантеевском районе Саратовской области, в составе сельского поселения Чернавское муниципальное образование.
Население — 95 (2010)

## История
Деревня Щигры (она же Ветлянка) упоминается в Списке населённых мест Самарской губернии по сведениям за 1889 год. Согласно Списку деревня относилась к Чернавской волости Николаевского уезда Самарской губернии. В деревне проживало 727 жителей. Земельный надел составлял 2091 десятина удобной и 181 десятина неудобной земли, имелось 2 ветряные мельницы. Согласно переписи 1897 года в деревне проживало 555 человек, все — православные
Согласно Списку населённых мест Самарской губернии 1910 года деревню населяли бывшие государственные крестьяне, русские, православные, 400 мужчин и 376 женщин, в деревне имелись ветряная мельница и школа грамоты.

## Физико-географическая характеристика
Село находится в Заволжье, на реке Чернава (левый приток реки Малый Иргиз). Рельеф местности холмисто-равнинный, в районе села реки Чернава, прорезая юго-восточные отроги Каменного Сырта (часть возвышенности Общий Сырт), образует относительно глубокую долину, склоны которой изрезаны балками и оврагами. Высота центра населённого пункта — 72 метра над уровнем моря. Почвы — чернозёмы южные.
Село расположено примерно в 17 км в восточном направлении от районного центра села Ивантеевка. По автомобильным дорогам расстояние до районного центра составляет 19 км, до областного центра города Саратов — 300 км, до Самары — 160 км.

## Население
Динамика численности населения по годам:
| Годы      | 1889 | 1897 | 1910 | 2002 |
| --------- | ---- | ---- | ---- | ---- |
| Население | 727  | 555  | 776  | 128  |

| 2002 | 2010 |
| ---- | ---- |
| 128  | ↘95  |

Национальный состав
Согласно результатам переписи 2002 года русские составляли 69 % населения села.